# 上毛大橋
上毛大橋（じょうもうおおはし）は群馬県前橋市川原町〜同県吉岡町大久保の間にある、利根川に架かる橋である。

## 概要
1996年（平成8年）に完成し、1999年（平成11年）3月に上毛大橋が開通した。右岸側（吉岡町側）より左岸川（前橋市側）のほうが標高が低いため、右岸側から左岸側にかけて3.7 %の下り勾配になっている。路線は群馬県道161号南新井前橋線。周辺に群馬県総合スポーツセンターや敷島公園などの施設があるため交通量も多い。また、眺望が良く初日の出観賞スポットとしても人気。
構造形式は6径間PCラーメン箱桁橋で、橋長は534 m、幅員は20.0 m（総幅員21.80〜24.80 m）、支間長は100 mである。左岸側は5径間連続RC中空床版橋の取付高架に接続する。
2007年12月にはJOMOのCMに登場し（ローマ字表記でJomo Ohashiとなるため）、話題になった。

## 周辺
橋の周辺は河岸段丘地形である。左岸側には利根川の旧河道が2本存在する。
- 前橋ゴルフ場 - 河川敷に所在
- 群馬大学
- 群馬県立ぐんま学園
- 大泉寺
- 大興寺
- 市杵嶋神社
- 関根公園
- 赤石公園
- JR上越線
- 群馬県道12号前橋高崎線
- 埼玉県道・群馬県道416号利根川自転車道線

## 隣の橋
- 利根川

（上流） - 坂東橋 - 新坂東橋 - 上毛大橋 - 大渡橋 - 中央大橋 - （下流）